# Ракита Марк Семенович
Марк Семенович Ракита (рос. Марк Семёнович Ракита, нар. 22 липня 1938, Москва, СРСР) — радянський фехтувальник на шаблях, дворазовий олімпійський чемпіон (1964 та 1968 рік) та дворазовий срібний призер (1968 та 1972 рік) Олімпійських ігор, шестиразовий чемпіон світу.

## Виступи на Олімпіадах
| Олімпіада   | Дисципліна          | Місце     |
| ----------- | ------------------- | --------- |
| Токіо 1964  | індивідуальна шабля | 9         |
| Токіо 1964  | командна шабля      | 1         |
| Мехіко 1968 | індивідуальна шабля | 2         |
| Мехіко 1968 | командна шабля      | 1         |
| Мюнхен 1972 | індивідуальна шабля | 5 p2 r1/5 |
| Мюнхен 1972 | командна шабля      | 2         |